# Hardt-Waltherr Hämer

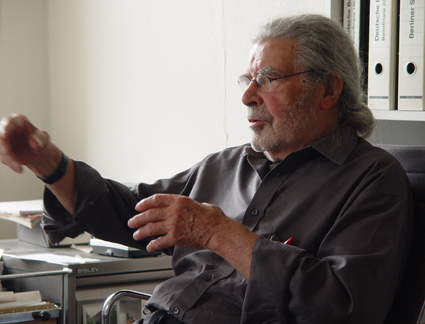
Hardt-Waltherr Hämer (2006)

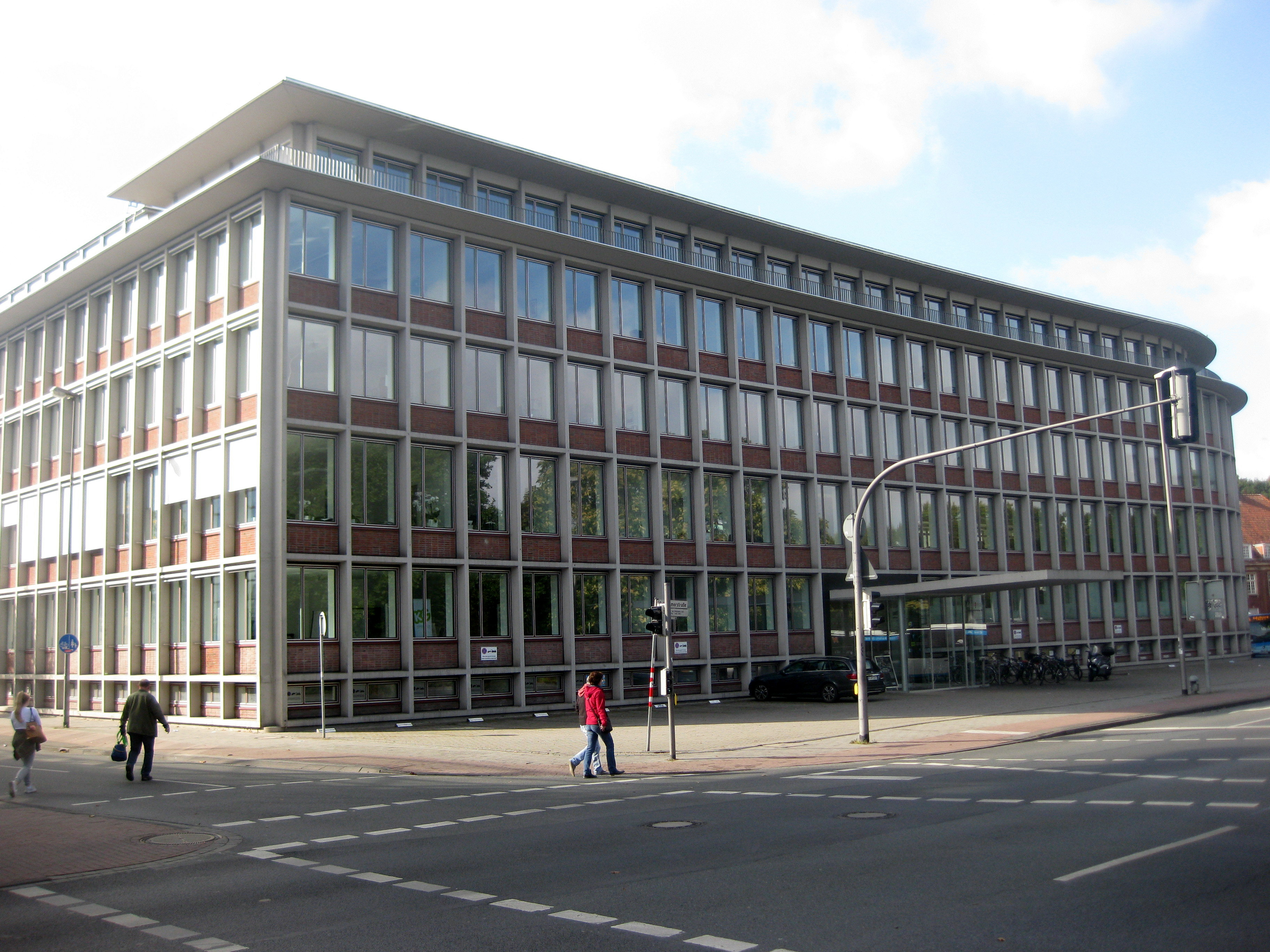
Landwirtschaftskammer Münster, 1951–1952 mit Werner Ruhnau, Schorlemerstraße (Baudenkmal, heute: Büro- und Geschäftshaus)

Hardt-Waltherr „Gustav“ Hämer (* 13. April 1922 in Hagen bei Lüneburg; † 27. September 2012 in Ahrenshoop) war ein deutscher Architekt – insbesondere im Theaterbau – und Hochschullehrer. Er gilt als „Vater der behutsamen Stadterneuerung“.

## Werdegang

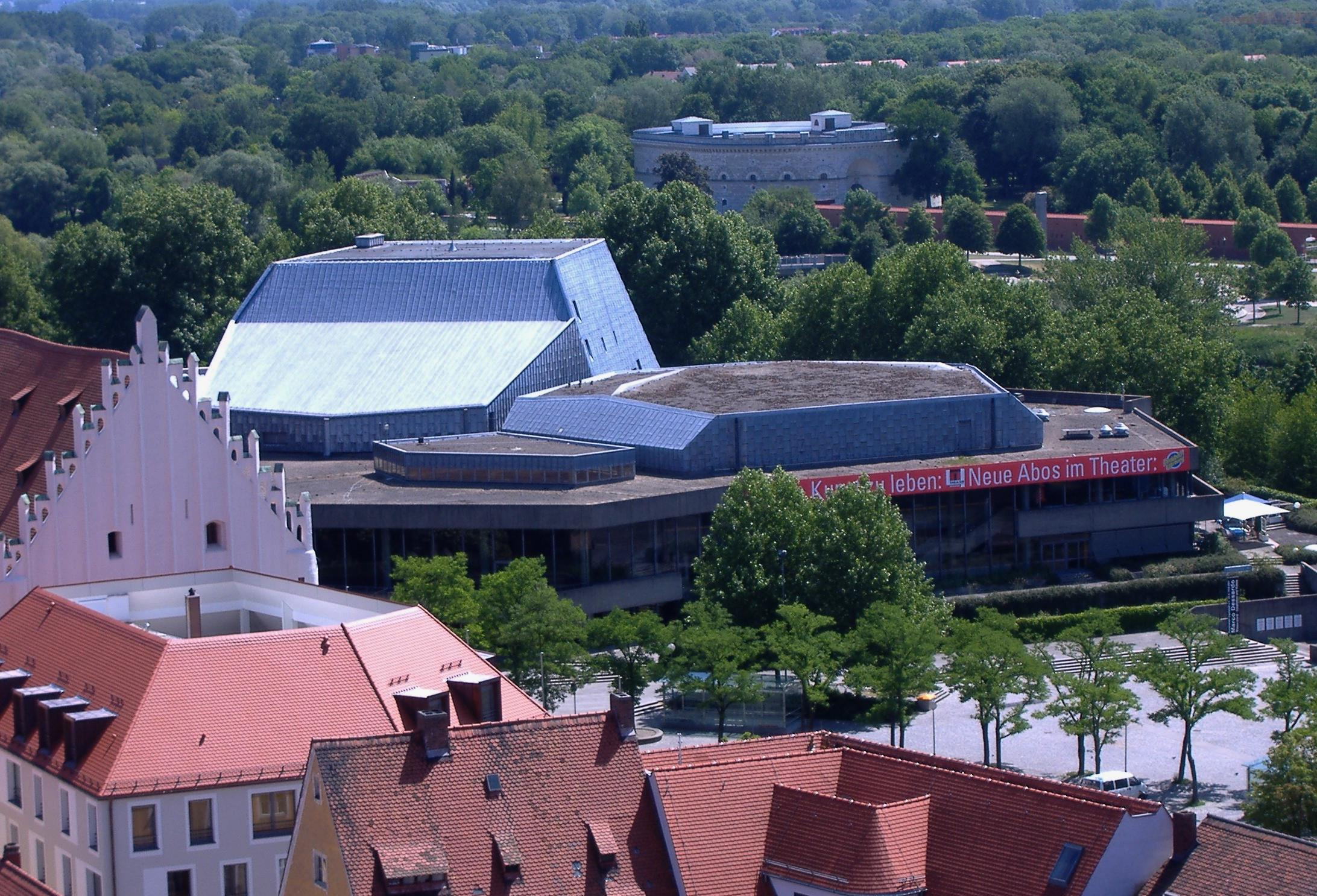
Stadttheater Ingolstadt

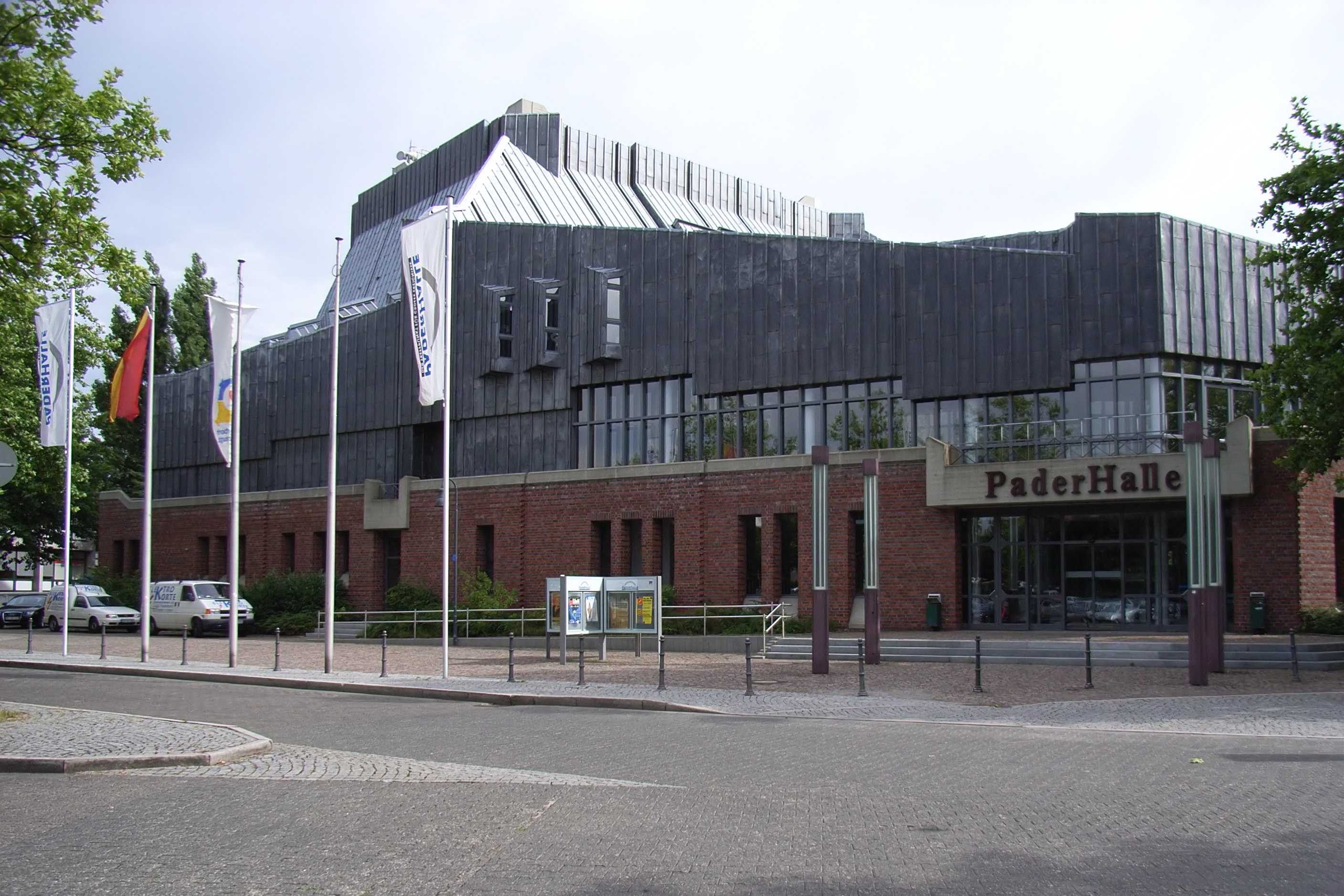
PaderHalle Paderborn

Hämer war eins von sechs Kindern des Architekten Walter Hämer und der Dorothea geb. Schömann (1900–1994). Er studierte an der Hochschule für bildende Künste (HfbK), heute Universität der Künste Berlin (UdK) Berlin und an der staatlichen Schule für Baukunst (heute Bauhaus-Universität) in Weimar. Noch vor Abschluss seines Architekturstudiums an der HfbK (1952) entwarf er im Ostseebad Ahrenshoop die Schifferkirche (1949 bis 1951), an deren Bau er zusammen mit Mitgliedern der Kirchengemeinde aktiv beteiligt war.
Der Mitarbeit im Büro von Hans und Wassili Luckhardt, (Berlin) von 1949 bis 1953 folgte von 1953 bis 1957 die Zusammenarbeit mit Gerhard Weber (Frankfurt am Main) u. a. als Planungsleiter beim Neubau des Nationaltheaters Mannheim. Ab 1956 plante er zusammen mit seinem Vater mehrere Bauvorhaben und beteiligte sich in Zusammenarbeit mit ihm an Wettbewerben (u. a. für das Opernhaus Sydney).
Von 1959 bis 1985 führte er mit seiner Ehefrau, der Architektin Marie-Brigitte Hämer-Buro ein gemeinsames Büro. Wichtige Aufträge waren hier die Planung und Ausführung des Stadttheaters Ingolstadt (1961–1966) und des dortigen Katharinen-Gymnasiums (1967–1970). Zwischen 1967 und 1972 war Hämer erster Vorsitzender des Kunstvereins Ingolstadt.
Für seine Arbeit wurde Hardt-Waltherr Hämer neben zahlreichen Ehrungen 1986 die Ehrendoktorwürde der Technischen Universität München verliehen.

## Hochschullehrer
Am 2. Juni 1967 wurde Hämer auf die Professur für Entwerfen an die HfBK Berlin (heute Universität der Künste Berlin) berufen, die er bis 1987 innehatte. 
„Ende der sechziger Jahre lehrten Julius Posener, Hardt-Waltherr Hämer und Thomas Sieverts an der Hochschule für die bildenden Künste (HfbK), der heutigen UDK. Sie vermittelten den Studierenden ein neues Verständnis von Städtebau, das sich auf die Bezugnahme von Stadtgeschichte, die Maßstäblichkeit der Architektur und der städtischen Räume sowie das wahrnehmungsorientierte Lesen der Stadt auszeichnet.“
1977 gründete er dort den Forschungsschwerpunkt Stadterneuerung, dem wesentlicher Einfluss auf die Sanierungspraxis in Berlin zu verdanken ist. Von ihm gingen auch wichtige Impulse unter anderem auf die Internationale Bauausstellung Berlin (IBA) 1984/87 aus.
Von 1971 bis 1973 war er außerdem Gründungsdirektor des Instituts Wohnen und Umwelt (IWU) in Darmstadt.
Seit 1970 war Hämer Mitglied der Sektion Baukunst der Akademie der Künste in Berlin und von 1989 bis 1997 deren Vizepräsident.

## Stadterneuerung
Ab 1968 engagierte sich Hämer zunächst im Rahmen eines Modellprojekts im Berliner Sanierungsgebiet Brunnenstraße im Ortsteil Gesundbrunnen (Modellsanierung Putbusser Straße) streitbar und wenig konfliktscheu gegen die damals vorherrschende Berliner Kahlschlagsanierung. Gegen den Widerstand von Bauträgern und Planungsbehörden konnte er zusammen mit der von ihm geleiteten Arbeitsgruppe Stadterneuerung den Nachweis erbringen, dass bei einer Altbausanierung nicht nur wertvolle Bausubstanz und das städtebauliche Bild erhalten und wiederhergestellt, sondern zugleich auch die Kosten von Abriss und Neubebauung unterschritten werden können.
Von 1972 bis 1980 begleitete Hämer die Stadterneuerung im Sanierungsgebiet der Städtebaulichen Sanierungsmaßnahme Klausenerplatz (SCK) in Berlin-Charlottenburg; zunächst als Gutachter. Sein Büro wurde anschließend mit der Planung und Durchführung der Sanierung von 450 Wohneinheiten im Block 118 beauftragt (seitdem Hämer-Block genannt). Auf seine Initiative hin wurde gemeinsam mit Bewohnern und Mieterinitiativen ein Sanierungs- und Beteiligungsverfahren installiert, das einem großen Teil der Mieter bei erträglichen Mieten den Verbleib im Gebiet bzw. die Rückkehr in die zuvor genutzte Wohnung garantierte.
1979 bis 1985 war Hämer als Planungsdirektor der Internationalen Bauausstellung Berlin verantwortlich für den Bereich der sogenannten IBA-Alt mit dem Schwerpunkt‚ Behutsame Stadterneuerung Kreuzberg. In Kreuzberg hatten sich zu diesem Zeitpunkt die Widersprüche der überkommenen Sanierungs- und Wohnungspolitik am heftigsten offenbart, mit Leerstand, Abriss, Wohnungsnot und Hausbesetzungen einerseits, Spekulation, Bewohnerverdrängung und arroganter Machtpolitik andererseits. Die 1982 formulierten und im März 1983 vom Berliner Abgeordnetenhaus bestätigten „12 Grundsätze der Behutsamen Stadterneuerung“ dokumentierten den Abschied der Berliner Sanierungspolitik von der Flächen- und Kahlschlagsanierung und eine Hinwendung zu einer demokratisch organisierten kleinteiligen Stadterneuerung unter Berücksichtigung gewachsener baulicher und sozialer Strukturen. Die ‚Zwölf Grundsätze‘ wurden 1983 vom Abgeordnetenhaus Berlin zustimmend zur Kenntnis genommen und von Kreuzberg auch auf die übrigen Sanierungsgebiete West-Berlins übertragen. Sie bildeten die Grundlage der 2003 vom Berliner Senat am 31. August 1993 beschlossenen „Leitsätze zur Stadterneuerung in Berlin“.
Die Stadterneuerung in Berlin wurde durch Hardt-Waltherr Hämer über die Deutsche Wiedervereinigung hinaus grundlegend beeinflusst.

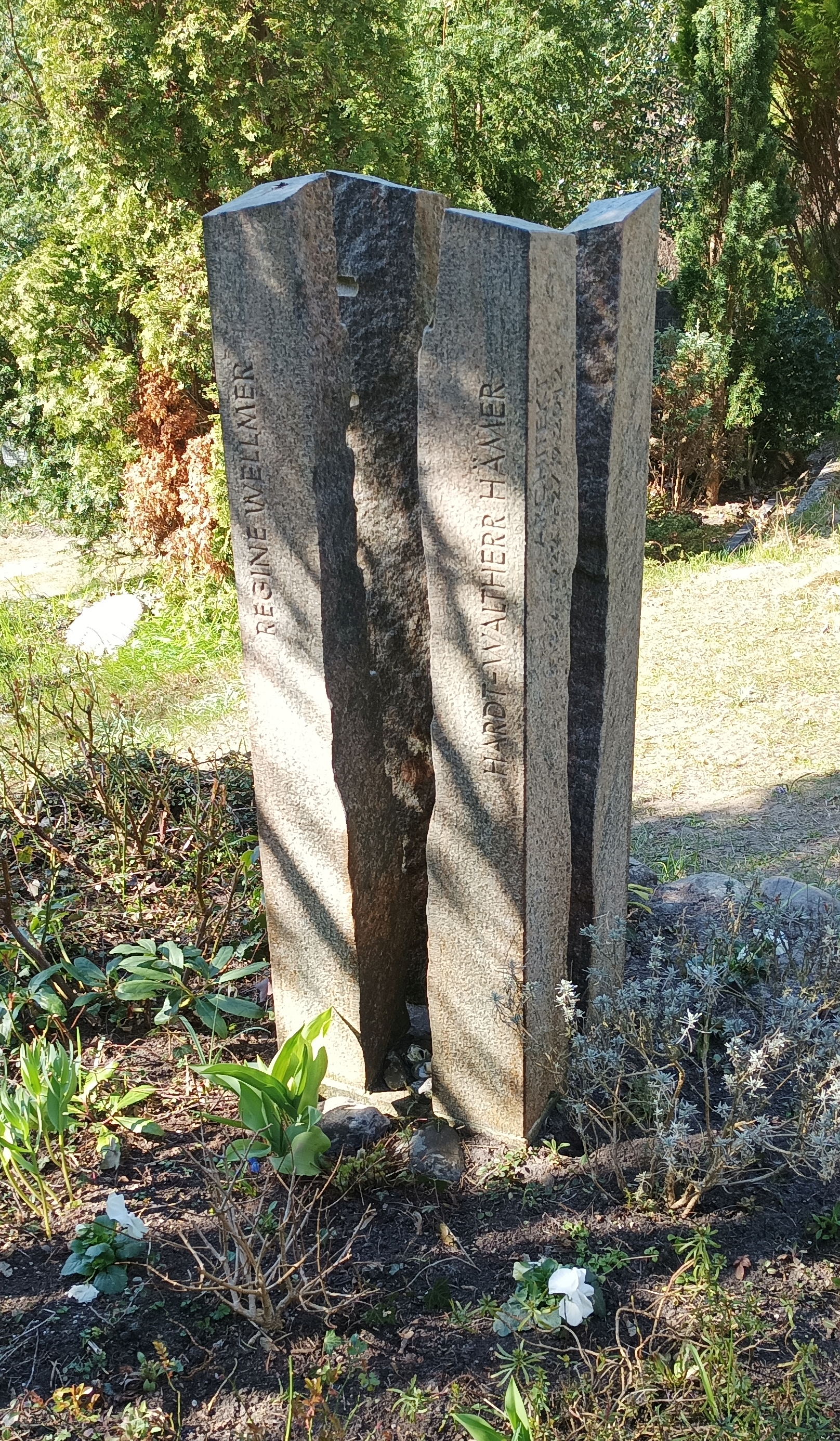
Grab von Hardt-Waltherr Hämer und Regine Wellmer auf dem Friedhof in Ahrenshoop

Hämer war eines der engagierten Mitglieder in dem 1991 gegründeten Stadtforum Berlin. Zusammen mit vier anderen internationalen Planungsbüros wurde Hardt-Waltherr Hämer 1992 im Rahmen des Stadtforums damit beauftragt, Stadtideen für Berlin zu entwickeln. Unter seiner Leitung erarbeitete eine interdisziplinäre Arbeitsgruppe (Bruno Flierl, Hardt-Waltherr Hämer, Erhart Pfotenhauer, Krista Tebbe, Peter Zlonicky) das Konzept eines ‚Stadtvertrags‘. Gemeint war damit ein mit Rousseaus contrat social verwandter Stadt- und Gesellschaftsvertrag für eine auf Konsens bauende Entwicklung der zusammenwachsenden und nach damaligen Prognosen über Jahre hinweg boomenden Metropole Berlin.
In Fortführung der Arbeit für die IBA gründete Hämer 1986 die S.T.E.R.N. Gesellschaft der behutsamen Stadterneuerung mbH. Er war von 1986 bis 1997 deren Gesellschafter und Geschäftsführer. Die S.T.E.R.N. ist heute in erster Linie Sanierungsbeauftragte in mehreren Bezirken Berlins, jedoch auch bundesweit als Sanierungsträger tätig. S.T.E.R.N. war u. a. 1996 mit einer Machbarkeitsstudie zur Untersuchung der weiteren Nutzbarkeit des ehemaligen KdF-Seebads Prora auf Rügen beauftragt.
Von 1995 bis 2003 war Hardt-Waltherr Hämer Vorsitzender des Wissenschaftlichen Beirats der Stiftung Bauhaus Dessau sowie 1998 deren kommissarischer Direktor.
Auch nach seiner Emeritierung und der Reduzierung seiner beruflichen Aktivitäten machte sich Hämer als streitbarer Verfechter der Stadtbewahrung verdient. So übernahm er im Konflikt um die Rettung des Studentendorfes Schlachtensee in Berlin seit 1998 eine maßgebliche Rolle im Zusammenhang mit dessen Erhalt und denkmalgerechter Erneuerung. Mit dem im März 2003 gefassten Beschluss des Berliner Senats, das Studentendorf an die Genossenschaft Studentendorf Berlin-Schlachtensee e. G. zu verkaufen, entfiel der Abriss des Baudenkmals zugunsten der 2006 begonnenen Sanierung. Zu Ehren Hämers wurde der zentrale Weg im Studentendorf „Gustav-Hämer-Weg“ benannt.
Seit 2003 lebte Hämer in Ahrenshoop, wo die Erneuerung sowie Erweiterung der Schifferkirche um einen Glockenturm zu einer seiner letzten Lebensaufgaben wurde. Unterstützt wurde er unter anderem von seiner Lebensgefährtin, der Ahrenshooper Keramikerin Regine Wellmer (1942–2008). Er starb 2012 im Alter von 90 Jahren und wurde auf dem nahe der Schifferkirche liegenden Friedhof in Ahrenshoop begraben. 

## Bauten und Entwürfe

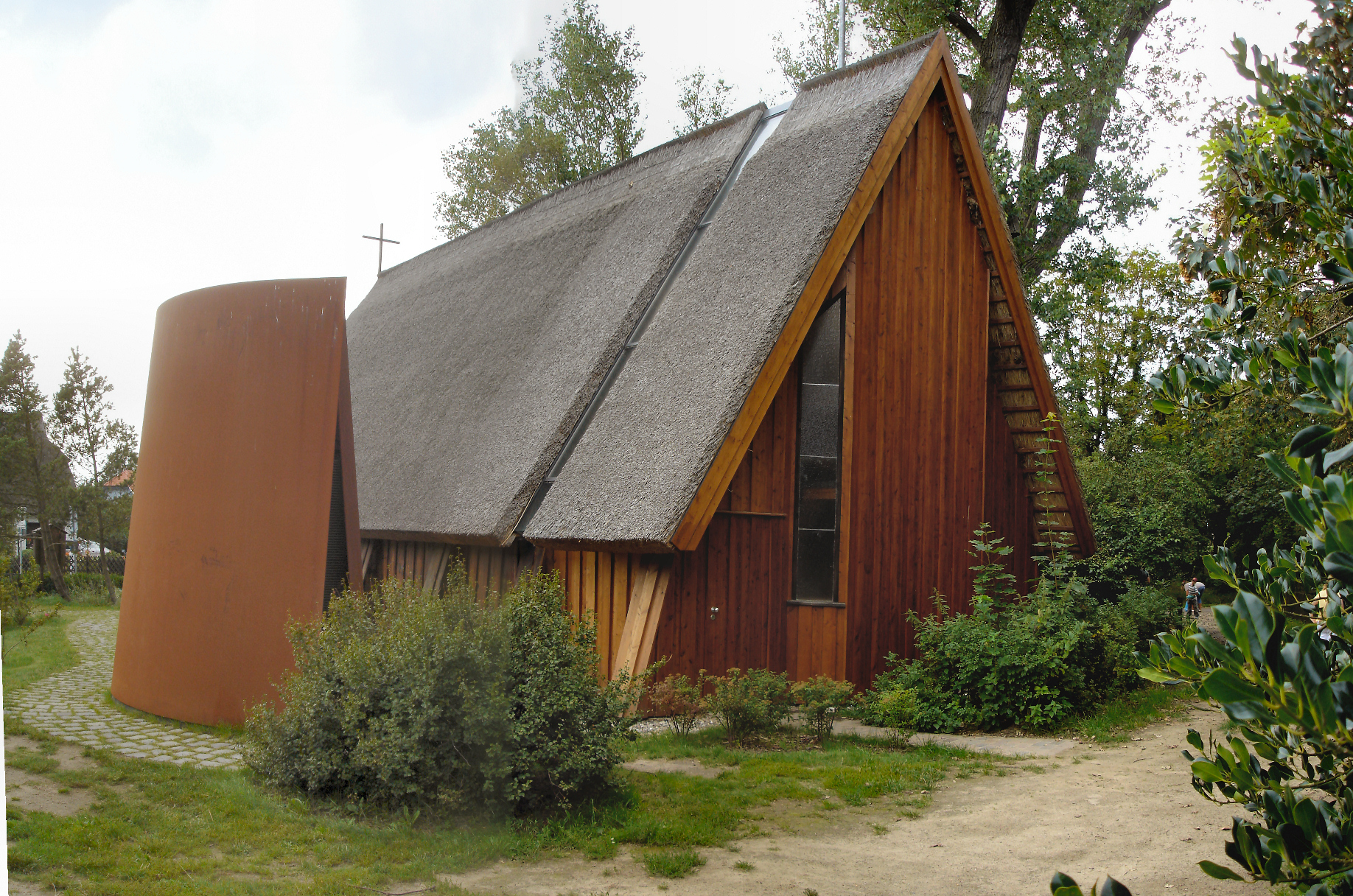
Schifferkirche Ahrenshoop

- 1949–1951: Schifferkirche Ahrenshoop
- 1951–1952: Landwirtschaftskammer Münster mit Werner Ruhnau (Baudenkmal)
- 1956: Wettbewerb für das Opernhaus Sydney
- 1958–1959: Kreissparkasse Hannover (mit Walter Hämer, Fritz Eggeling und Felix zur Nedden)[7]
- 1961–1966: Stadttheater Ingolstadt
- 1967–1970: Katharinen-Gymnasium Ingolstadt
- 1969: Gutachten Theater und Festsaal Biberach an der Riß
- 1969: Wettbewerb Theater Hannover
- 1974: Sanierungsplanung für das Quartier 118 am Klausenerplatz in Berlin-Charlottenburg
- 1976–1978: Um- und Erweiterungsbau des Hessischen Staatstheaters Wiesbaden
- 1972, 1977–1982: Wettbewerb und Realisierung Stadthalle (PaderHalle), Haus der Offenen Tür Paderborn
- 1977–1979: Gutachten und Planung zur Erhaltung der Hellerhofsiedlung von Mart Stam in Frankfurt am Main
- 1994: Wettbewerb zum Neubau der Akademie der Künste in Berlin
- 1995: Wettbewerb für das Hans Otto Theater in Potsdam
- seit 1998: Konzeption für die Erhaltung des Studentendorfs Schlachtensee

## Ehrungen
- 1967: BDA-Preis Bayern für Stadttheater, Ingolstadt
- 1967: Kunstpreis der Stadt Ingolstadt
- 1970: Preis der Bayerischen Akademie der Schönen Künste
- 1978: Goldmedaille für Berlin im Bundeswettbewerb Stadtgestalt und Denkmalschutz im Städtebau
- 1981: Sir-Robert-Matthew Preis, UIA Warschau
- 1982: Fritz-Schumacher-Preis Hamburg
- 1985: Deutscher Kritikerpreis für Architektur
- 1986: Ehrendoktorwürde der Technischen Universität München für die Stadterneuerung im Rahmen der IBA Berlin
- 1989: Verleihung des Karl-Friedrich-Schinkel-Rings durch das Deutsche Nationalkomitee für Denkmalschutz für behutsame Stadterneuerung
- seit 1992: Ehrenmitglied des Bundes Deutscher Architekten BDA.
- seit 1998: Ehrensenator der Universität der Künste Berlin